# Dranda
Dranda (abchazsky Дранда, gruzínsky დრანდა – Dranda) je vesnice v Abcházii v okrese Gulrypš. Leží přibližně 9 km jihovýchodně od okresního města Gulrypš v Samurzakanské nížině. Obec sousedí na severozápadě s Pšapem, na severovýchodě s Kacikytem, na východě s Adzjubžou při ústí řeky Kodori a na jihu s Babyširou. Ves protíná silnice spojující Suchumi s Gruzií a železnice. V Drandě se nachází Drandská katedrála.
Oficiálním názvem obce je Vesnický okrsek Dranda (rusky Драндская сельская администрация, abchazsky Дранда ақыҭа ахадара). Za časů Sovětského svazu se okrsek jmenoval Drandský selsovět (Драндский сельсовет).

## Části obce
Součástí Drandy jsou následující části:
- Dranda (Дранда)
- Horní Pšap (Аҩадахьтәи Ԥшьаԥ)
- Dolní Pšap (Лбаатәи Ԥшьаԥ)
- Pšjalyš (Ԥшьалышь)
- Uadabaara (Уадабаара) – od 1935 Konsovchoz (Консовхоз), od 1957 do 1969 Otoriani (Оториани), později Atarbekovskoje (Атарбековское)
- Ckybyn / Šaumianovka (Ҵҟыбын / Шаумиановка)

## Historie

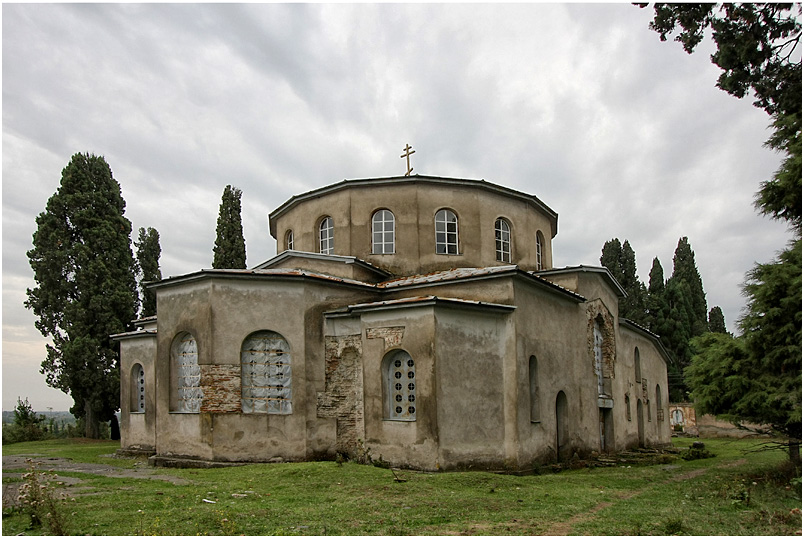
Drandská katedrála

V době raného středověku (6. století) byla v Drandě zbudovaná katedrála. V 8. století se Dranda stala sídlem abchazské, respektive západogruzínské diecéze Katolické církve, která existovala až do 17. století, kdy byl poslední zdejší biskup Gabriel vypovězen ze země do Jeruzaléma. V roce 1637 byla navíc Dranda dobyta osmanskými vojsky a chrám i se vsí byl vyrabován a vypálen.
V roce 1878 byl chrám během rusko-turecké války opět vyrabován a vypálen s tím, že zdejší nástěnné malby byly kompletně zničené. Od roku 1880 sem po vlně vystěhování abchazského obyvatelstva v rámci mahadžirstva přicházeli osadníci z Ruska, kteří chrám zčásti obnovili. V roce 1928 byla Drandská katedrála bolševiky zrušena a část areálu poté byla využita pro výstavbu věznice Dranda, která se zde nachází i v současnosti. Další část areálu využívala zdejší internátní střední škola. V 70. letech prošla Drandská katedrála náročnou rekonstrukcí a byl obnoven její statut. V roce 2006 byl katedrále udělen statut národní památky a od roku 2011 prošla další rekonstrukcí.
V Drandě byla u hlavní silnice spojující Suchumi s Gruzií vybudovaná jediná psychiatrická léčebna v Abcházii. V té se k roku 2010 léčilo kolem 80 pacientů a pacientek, z nichž deset zde bylo drženo v oddělení se zvýšenou ostrahou. Během války v Abcházii v letech 1992-1993 byla budova ostřelováním značně poškozena, přesto plnila svou funkci i nadále. Díky pomoci od mise OSN se po válce povedlo budovu částečně zrekonstruovat. Přetrvává však nedostatek psychiatrů.

## Obyvatelstvo
Dle nejnovějšího sčítání lidu z roku 2011 je počet obyvatel této obce 3205 a jejich složení následovné:
- 1634 Arménů (51,0 %)
- 1163 Abchazů (36,3 %)
- 228 Rusů (7,1 %)
- 119 Gruzínů (3,7 %)
- 22 Pontských Řeků (0,7 %)
- 39 ostatních národností (1,2 %)

Před válkou v Abcházii žilo v obci bez přičleněných vesniček 2673 obyvatel. V celém Drandském selsovětu, jenž tehdy zahrnoval i současný Babušarský vesnický okrsek, žilo 11942 obyvatel.